# Sant Joan de Boí
L'església de Sant Joan de Boí és l'església parroquial romànica del poble de Boí, centre històric de la vall homònima, pertanyent al terme municipal de la Vall de Boí, a l'Alta Ribagorça. És contemporània de les altres esglésies de l'entorn i probablement feta pels mateixos mestres d'obres. Està situada a ponent del nucli del poble de Boí, perfectament localitzable, ja que és el primer que es troba en arribar a aquest poble. Pertany al grup d'esglésies romàniques de la Vall de Boí declarat bé cultural d'interès nacional i Patrimoni de la Humanitat per la UNESCO.

## Descripció

### Església
L'església parroquial de Sant Joan de Boí, bastida el segle xi, tenia una estructura original de tres naus, acabades en tres absis semicirculars, cobertes per fusteria. L'església ha estat objecte de constants transformacions: a la coberta de la nau central es va afegir una volta de canó i les naus laterals van ser convertides en capelles. Dos dels seus absis originals, el central i el corresponent al costat de l'epístola, van desaparèixer així com el pòrtic que precedia l'entrada, segurament en les reformes dels segles xvii i XVIII. De fet, de l'estructura original només conserva un absis i el campanar adossat al mur meridional. Aquest és de planta quadrada i presenta una decoració llombarda, igual que la de l'edifici primitiu. Fou, però, destruït parcialment el segle xiii, i refet en un altre estil. Recentment, ha estat restaurat en part, seguint la tipologia original (s'hi ha tornat a col·locar coberta de fusta a dues vessants) i conservant, a l'interior, fragments de guixos i motllures corresponents a alguna restauració de caràcter barroc.

### Campanar
L'església va patir un important incendi al segle xiii. La torre campanar se'n va veure greument afectada i va perdre els tres cossos superiors. Se'n conserven els tres inferiors, que presenten la mateixa disposició dels altres campanars de torre de la vall, amb la separació de pisos per mitjà d'arcuacions cegues, tal com correspon a la decoració llombarda. També, en una de les dues separacions de nivell, hi ha un fris de dents de serra. A cada cara s'obren finestres geminades amb dobles columnetes, orientades perpendicularment al mur de la torre. Una de les curiositats d'aquest campanar, sovint interpretat de moltes i diverses maneres, és que està perfectament alineat amb els de Santa Eulàlia d'Erill la Vall i Sant Climent de Taüll.

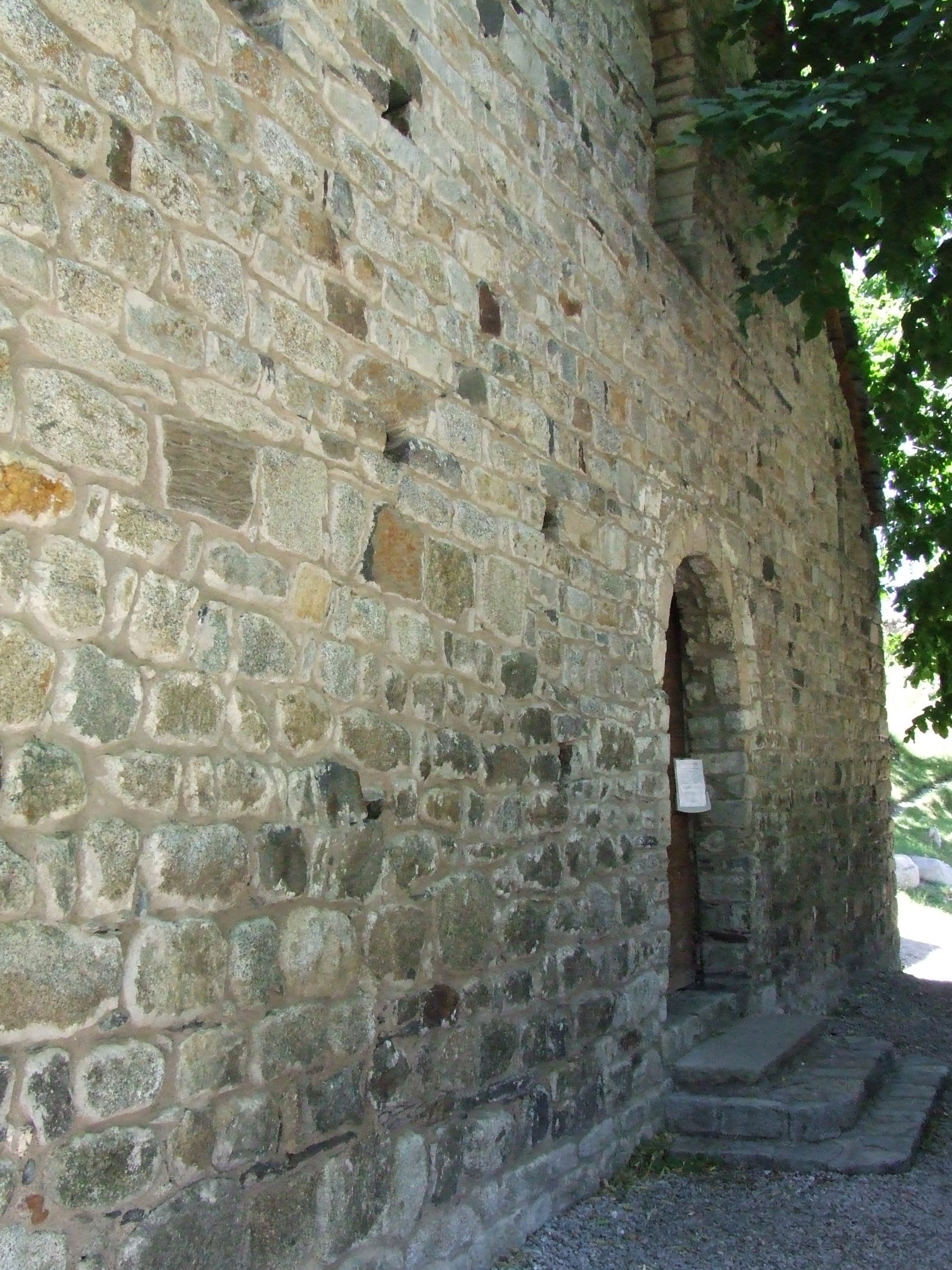
Façana de ponent
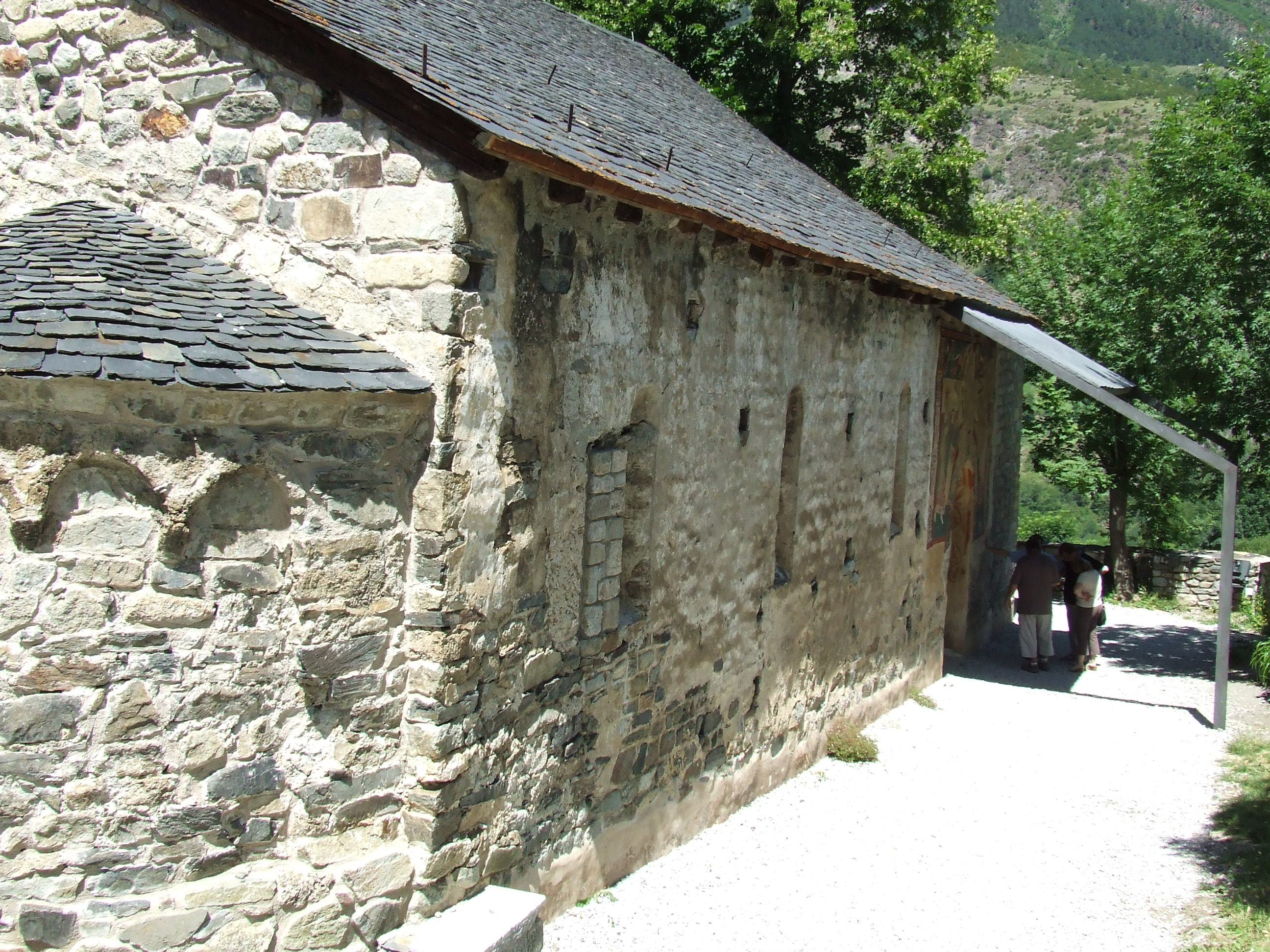
Façana nord
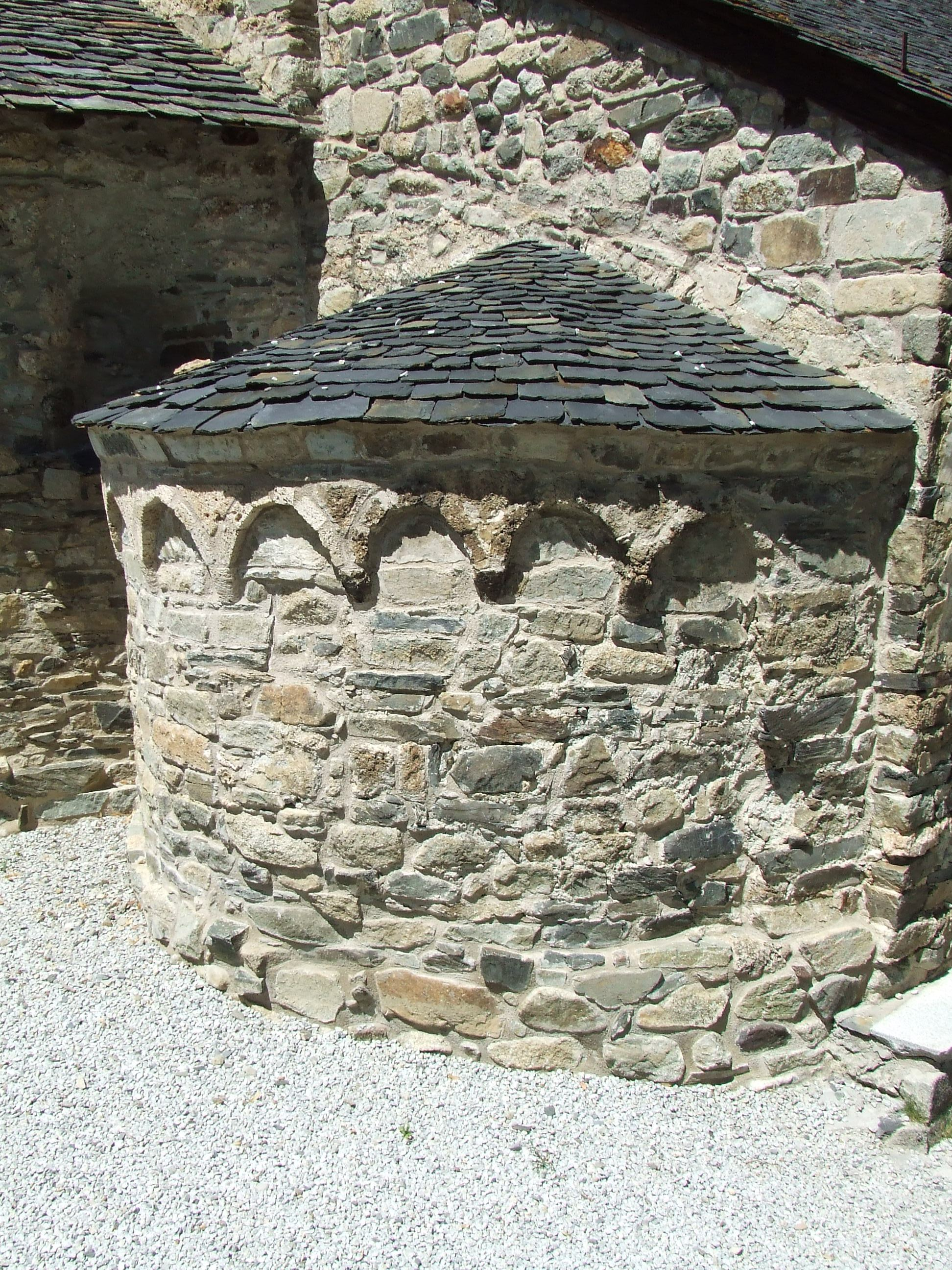
Absidiola nord
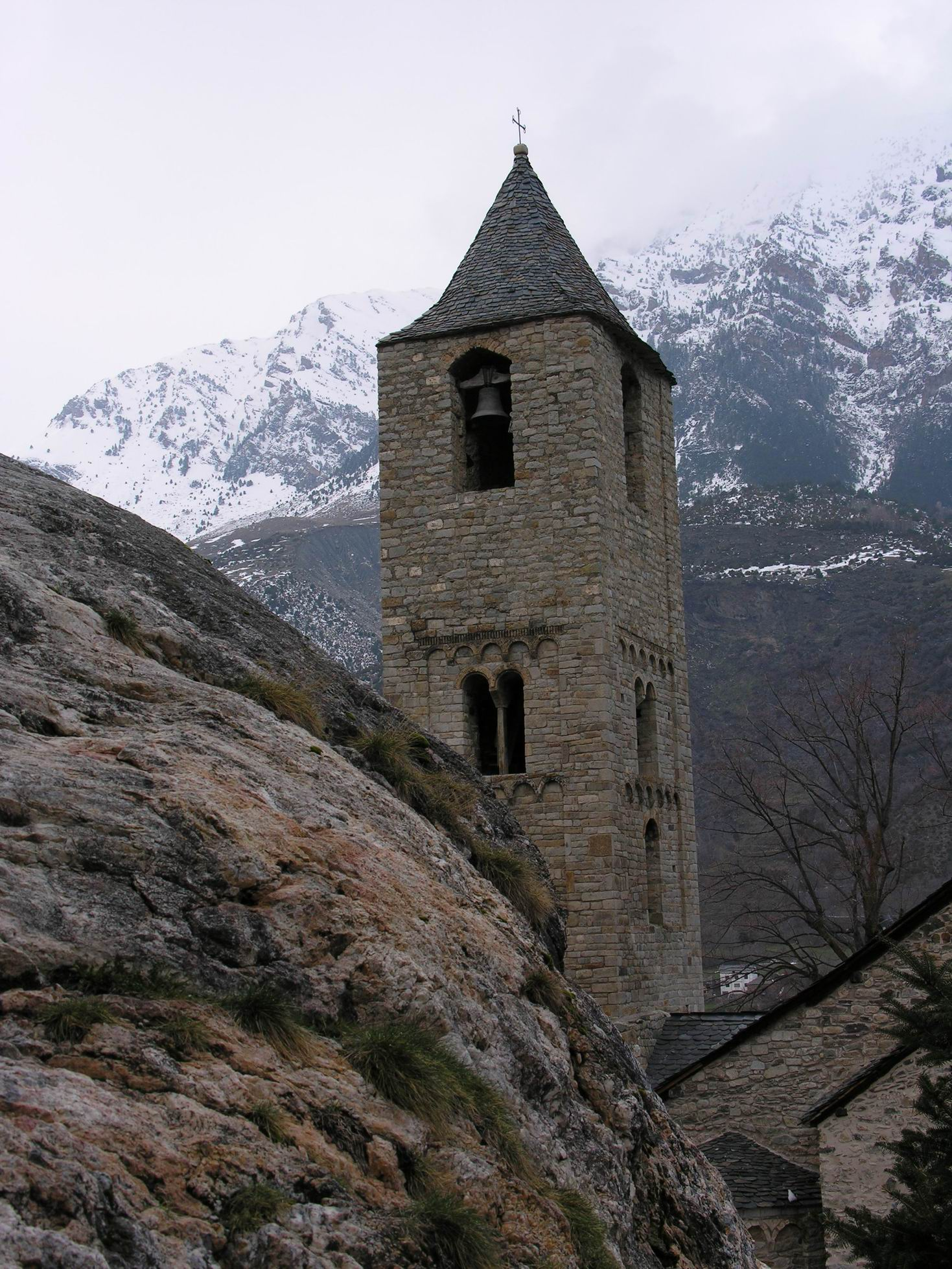
El campanar, des del nord

## Pintures murals
El temple contenia un conjunt de pintures murals romàniques de gran interès, que avui es conserven al Museu d'Art de Catalunya, a Barcelona. Són de temes variats, sovint procedents dels temes de bestiaris, amb representacions de camells, galls o animals fantàstics. Una de les escenes més importants del conjunt és la lapidació de Sant Esteve. L'important conjunt pictòric mural romànic de Sant Joan de Boí ha estat trobat en tres moments històrics diferents. El 1907 va ser un dels llocs per on va passar la Missió arqueològico-jurídica a la ratlla d'Aragó, organitzada per l'IEC amb la missió de protegir el patrimoni artístic català. L'esquip estava format per Josep Puig i Cadafalch, Guillem Marià Brocà, Josep Gudiol, Josep M.Goday i Adolf Mas. Van visitar Sant Joan de Boí després d'haver visitat el Davallament d'Erill la Vall. En el mateix viatge també van visitar Santa Maria de Taüll i Sant Climent de Taüll.
A Sant Joan de Boí, les reformes de segles anteriors, sobretot el xviii, afectaren molt la decoració del temple, i les pintures romàniques a penes es veien. Tanmateix, Puig i Cadafalch i sobretot Josep Pijoan van descriure la lapidació de Sant Esteve. Un altre membre de l'expedició, Joan Vallhonrat en feu una reproducció manual, que serví per als treballs posteriors. El 1919 es produí l'arrencament de les pintures, per dur-les al Museu Nacional d'Art de Catalunya (que en aquell moment no duia en el nom l'adjectiu nacional), on són ara. Un dels objectius era evitar l'espoli de les pintures amb la seva venda, cosa que ja s'havia esdevingut en algunes esglésies europees, amb un destí americà a les pintures venudes. Durant les tasques de neteja i preparació de l'extracció de les pintures, se'n descobriren més. Finalment, en les obres de restauració del temple empreses també pel Museu d'Art de Catalunya, dirigides pel doctor Joan Ainaud i de Lasarte als anys setanta del segle xx s'acabaren de descobrir les darreres, que van ser portades al fons de reserva del MNAC.
Entre els anys 1997 i 1998 es van dur a terme la restauració de l'església i es van reproduir les pintures murals de l'exterior i l'interior del temple.

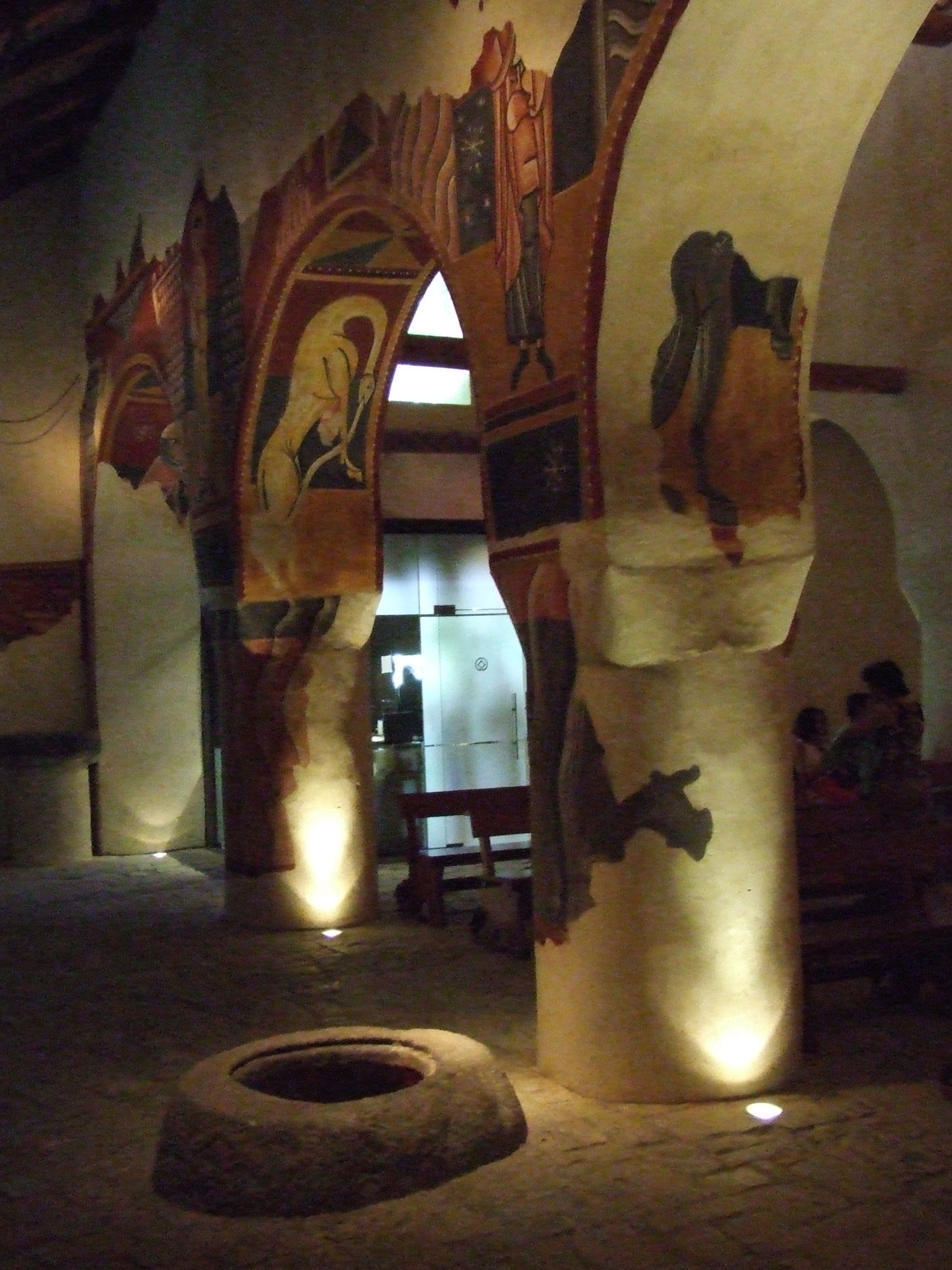
Nau col·lateral sud, amb una sitja
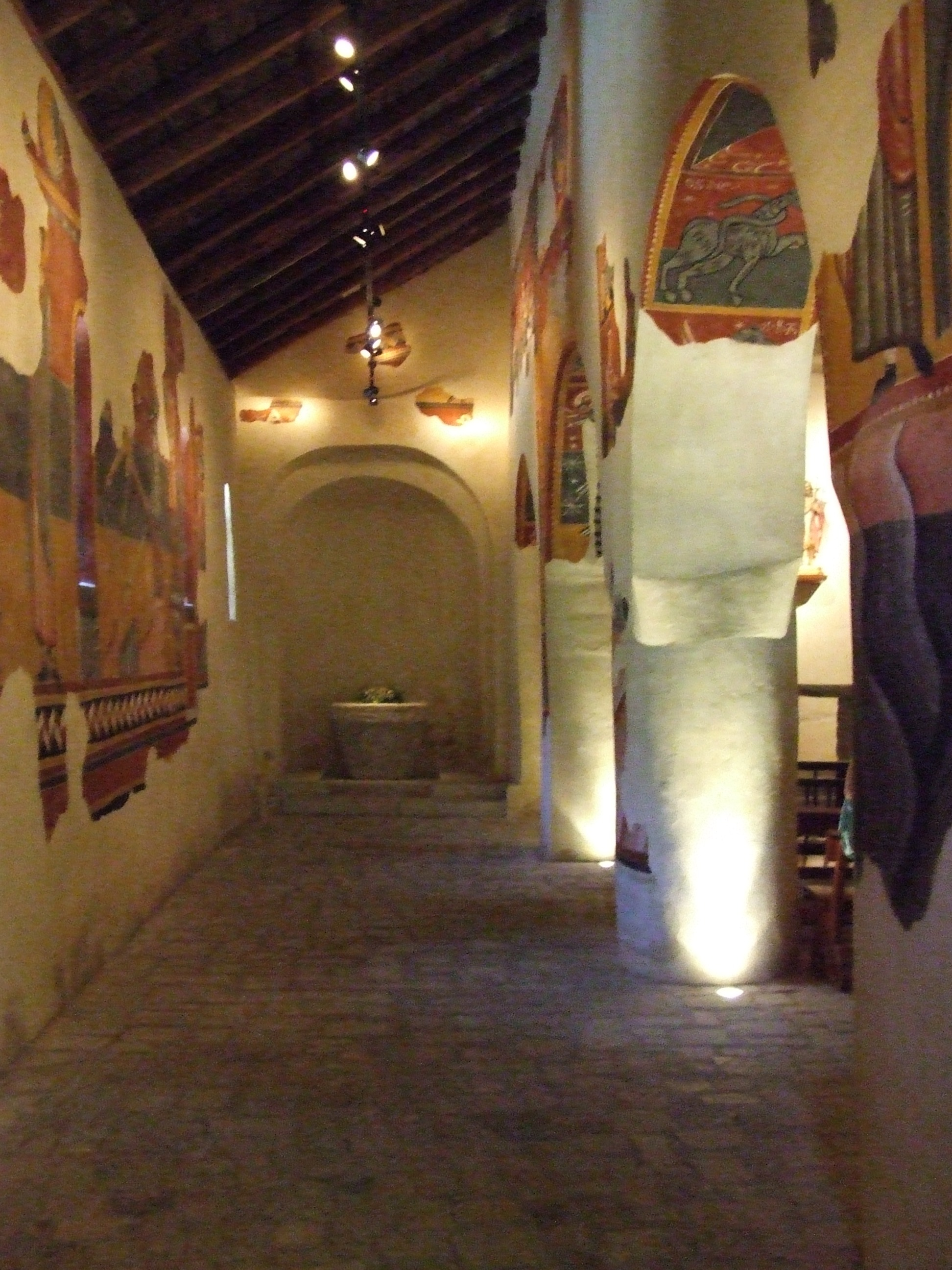
Nau col·lateral nord
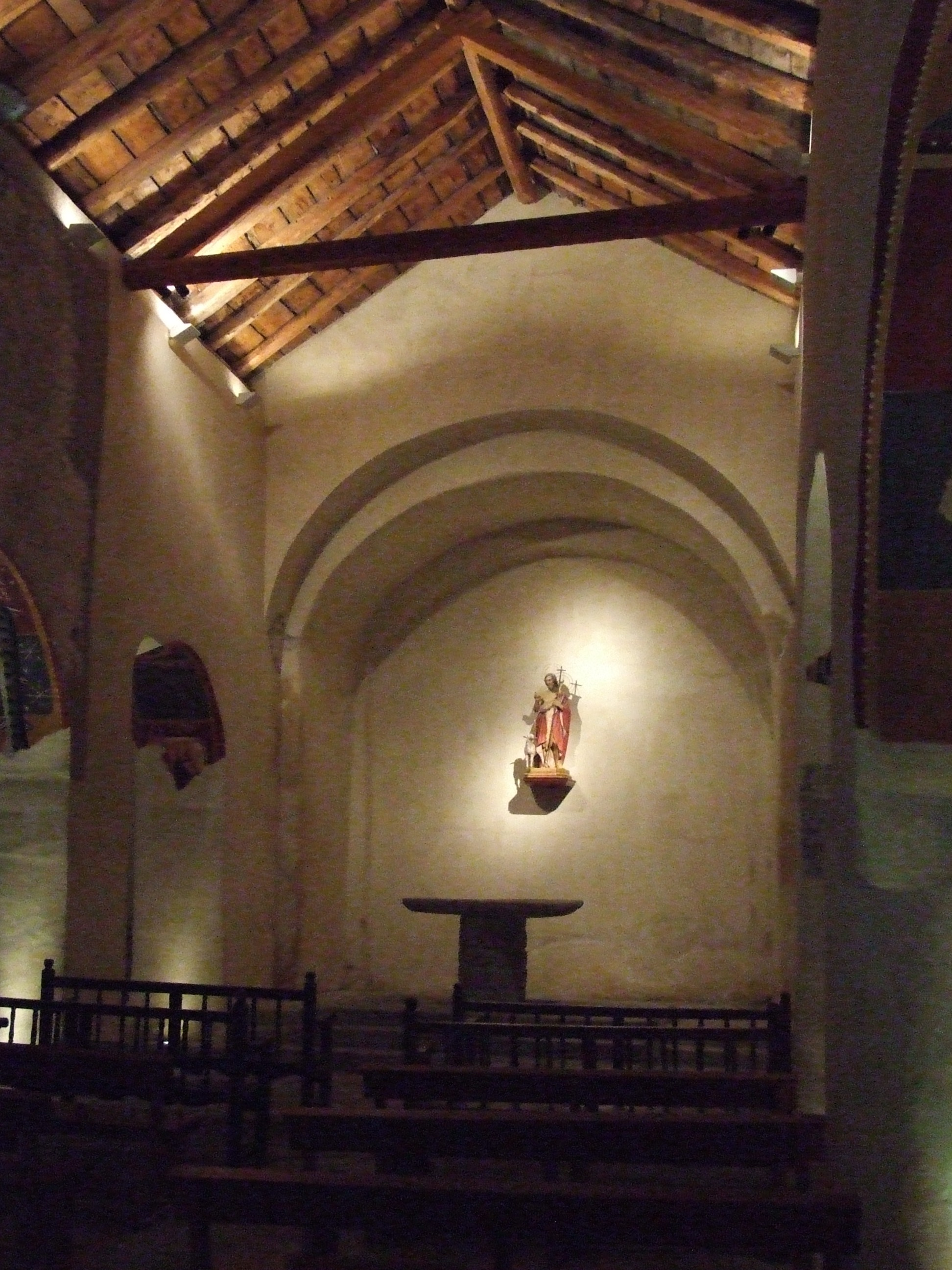
Nau central
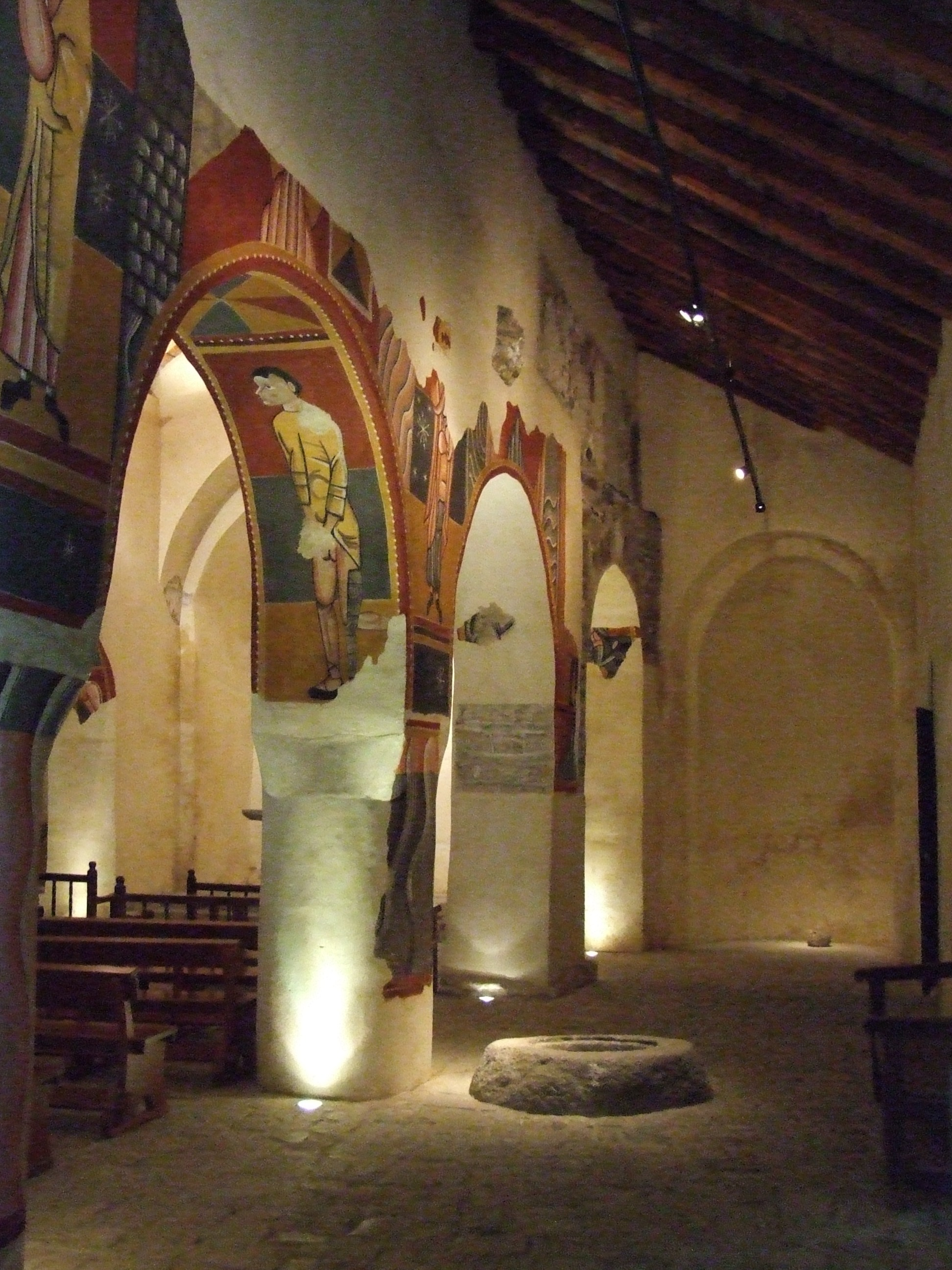
Nau col·lateral sud

Algunes escenes pintades a les parets i columnes de Sant Joan de Boí són:

### La lapidació de Sant Esteve

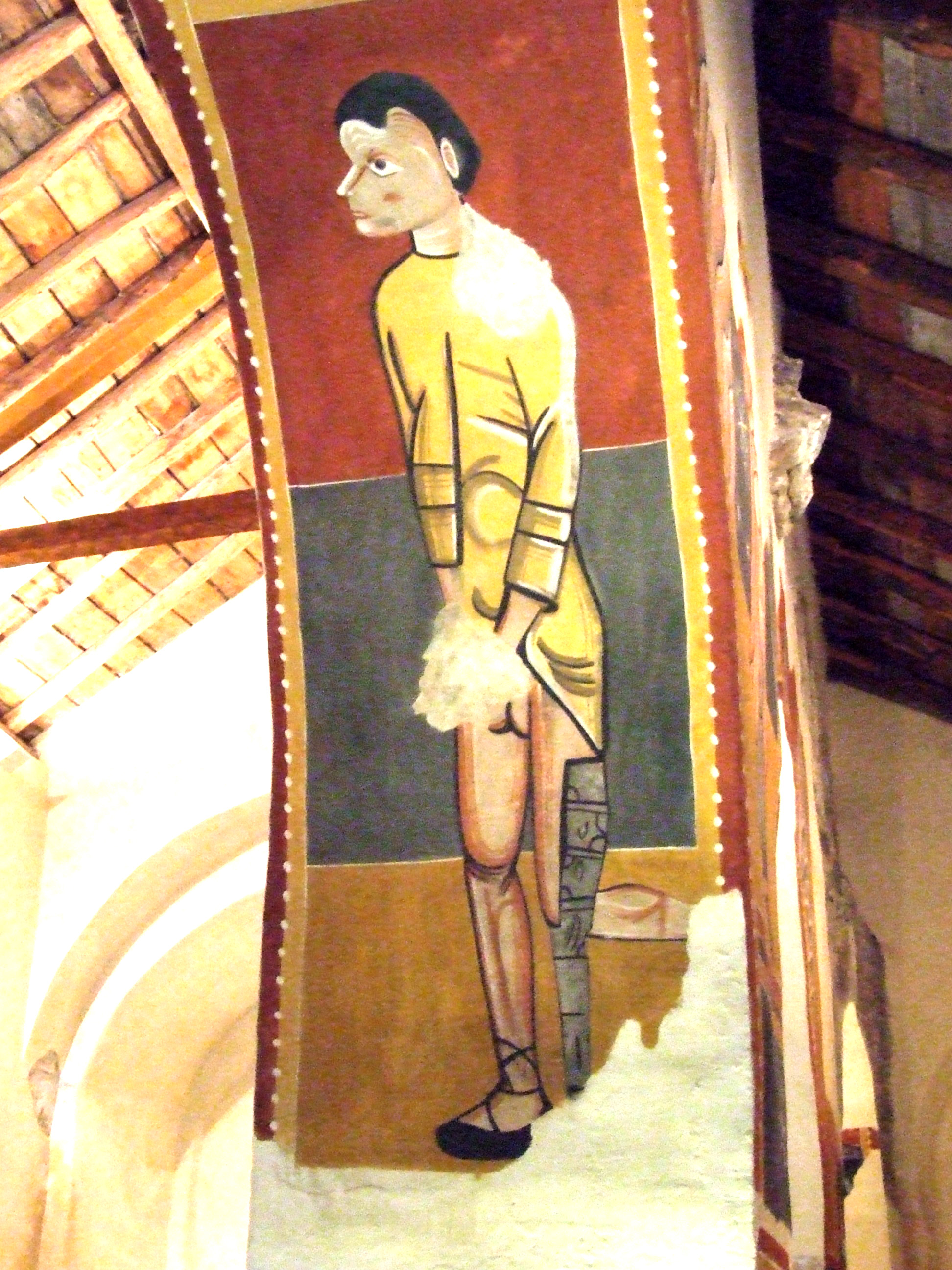
L'esguerrat

Al damunt de l'arcada més oriental de les que separen la nau central de la lateral nord hi ha l'escena de la lapidació de sant Esteve. L'original és en el Museu Nacional d'Art de Catalunya (MNAC 15 953).

### Escena de joglaria
És una de les poques escenes de caràcter no religiós, ja que els protagonistes són un sonador de psalteri, un malabarista de boles i ganivets, i un equilibrista que, penjat de cap per avall, pretén agafar amb la boca espases que tenen la fulla enlaire. Són també al MNAC: 15 956.

### Bèstia apocalíptica
A l'angle sud-oest de l'interior de l'església hi ha animals fabulosos, emparentats amb les descripcions de l'Apocalipsi. Una d'elles és un monstre de cos negre i set caps i deu banyes. A la mateixa zona n'hi ha d'altres, d'animals fantàstics a partir del mateix motiu.

### L'esguerrat
Situat a la segona columna, des de l'entrada, de separació de la nau central i el col·lateral sud, aquest esguerrat simbolitza no tan sols els esguerrats reals, sinó també els morals, els depravats. La moral en algun moment atacà aquesta pintura llevant-li un fragment fonamental...

### Pintures exteriors
També es conserven restes de la decoració que cobria l'exterior de l'entrada de l'església (una de les poques mostres conservades a Catalunya de pintura mural romànica d'exteriors). Aquestes pintures es daten el segle xii, mentre que les de l'interior es consideren de l'XI. Es tractava d'una escena teofànica, presidida pel Crismó, amb quatre àngels que el sostenen, el sol i la lluna a la part superior i diverses figures humanes, una d'ells amb un llibre (un profeta o un evangelista). Fa pocs anys, amb motiu d'unes obres de consolidació, han aparegut altres notables fragments de pintures murals, conservades actualment al Museu d'Art de Catalunya. El 1997 es restaurà la coberta, l'accés al campanar i el porxo. Igualment s'intervingué en les pintures. L'any 1999 es dugué a terme una campanya arqueològica. S'acondicionà l'accés a l'església i s'impermeabilitzaren els murs exteriors, es reparà el mur de contenció de la façana oest. Aquestes obres de restauració foren dutes a terme pel Servei del Patrimoni Arquitectònic de la Generalitat de Catalunya.

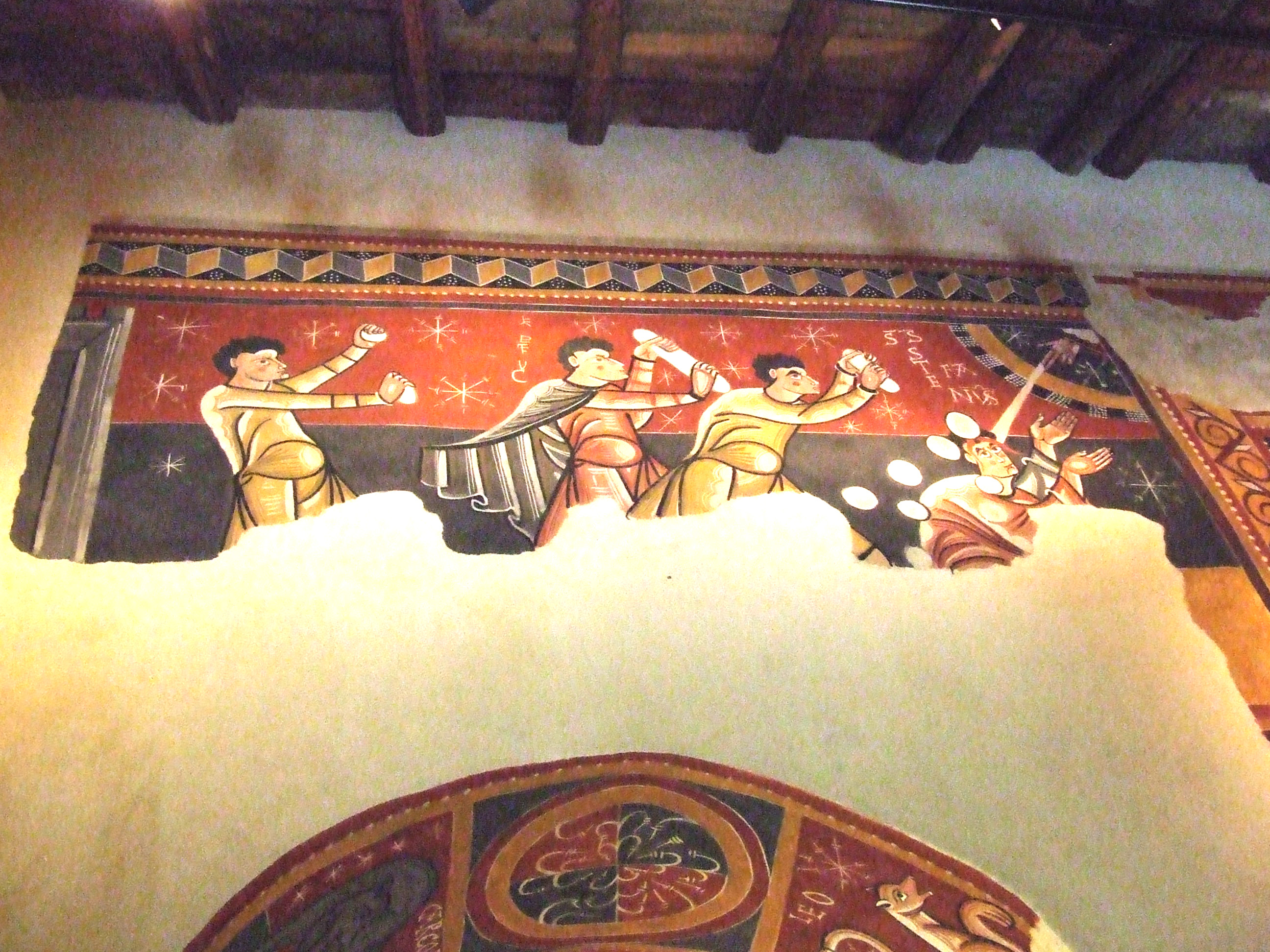
Lapidació de sant Esteve
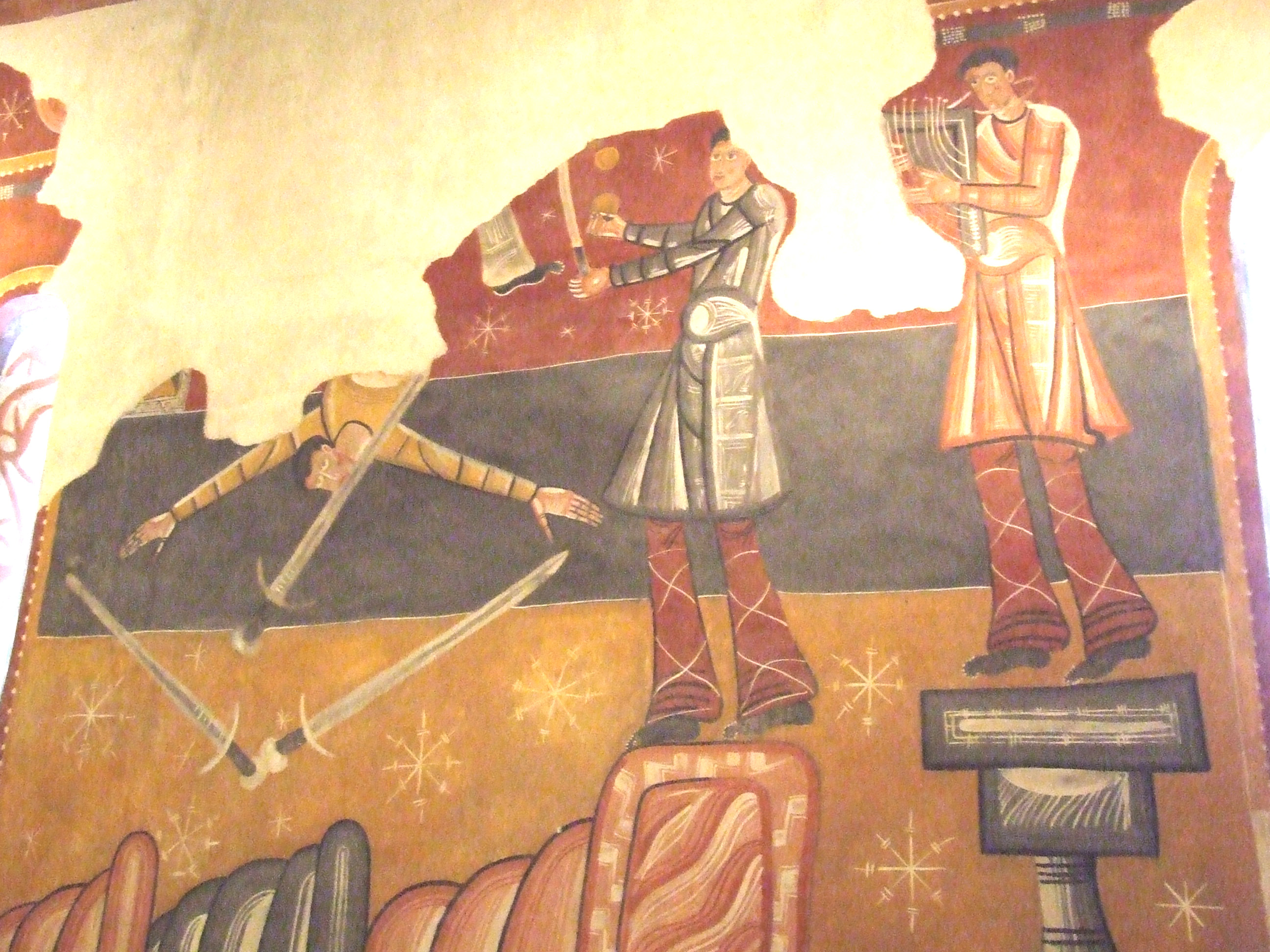
Escena de joglaria
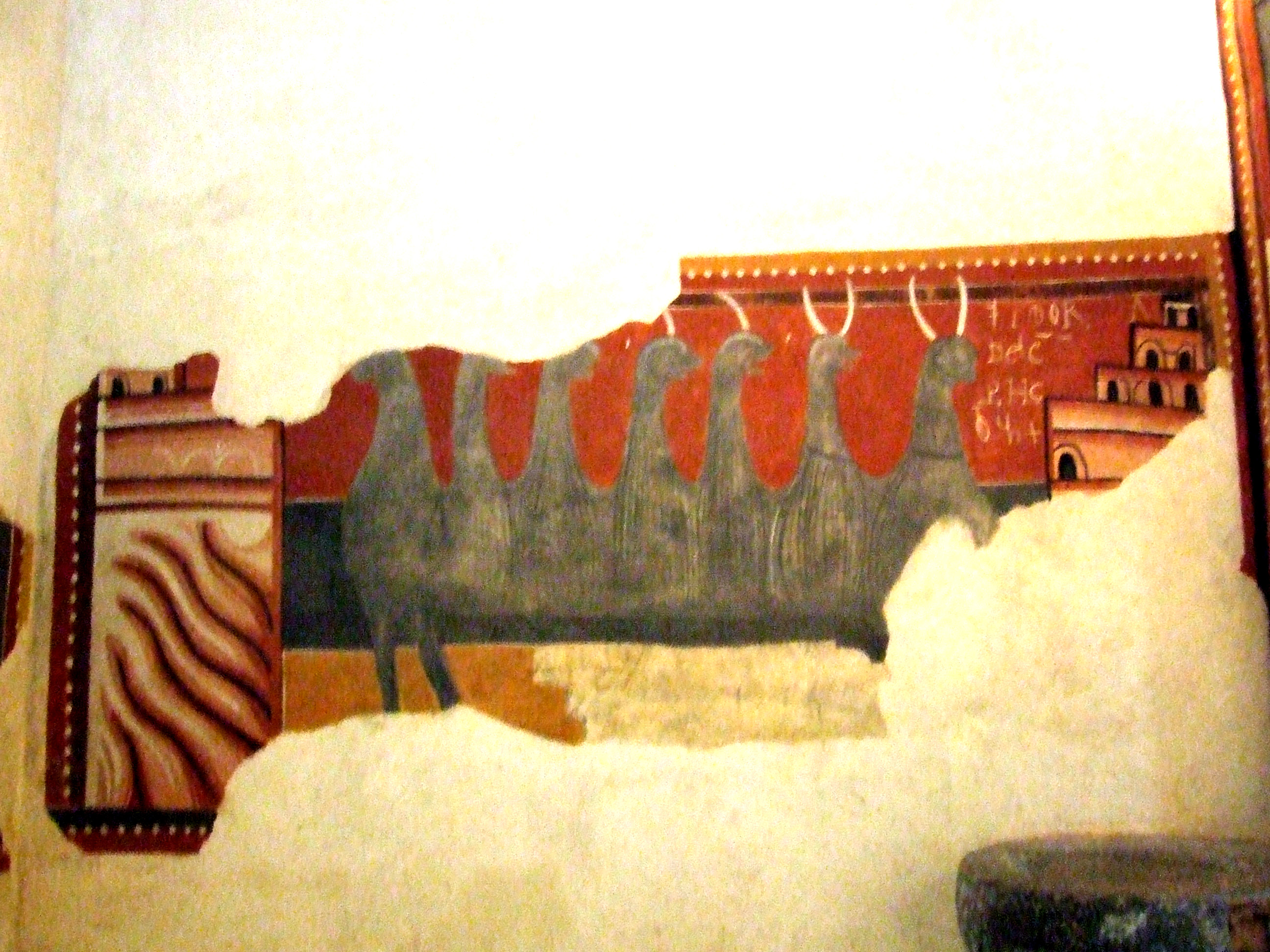
El monstre de set caps
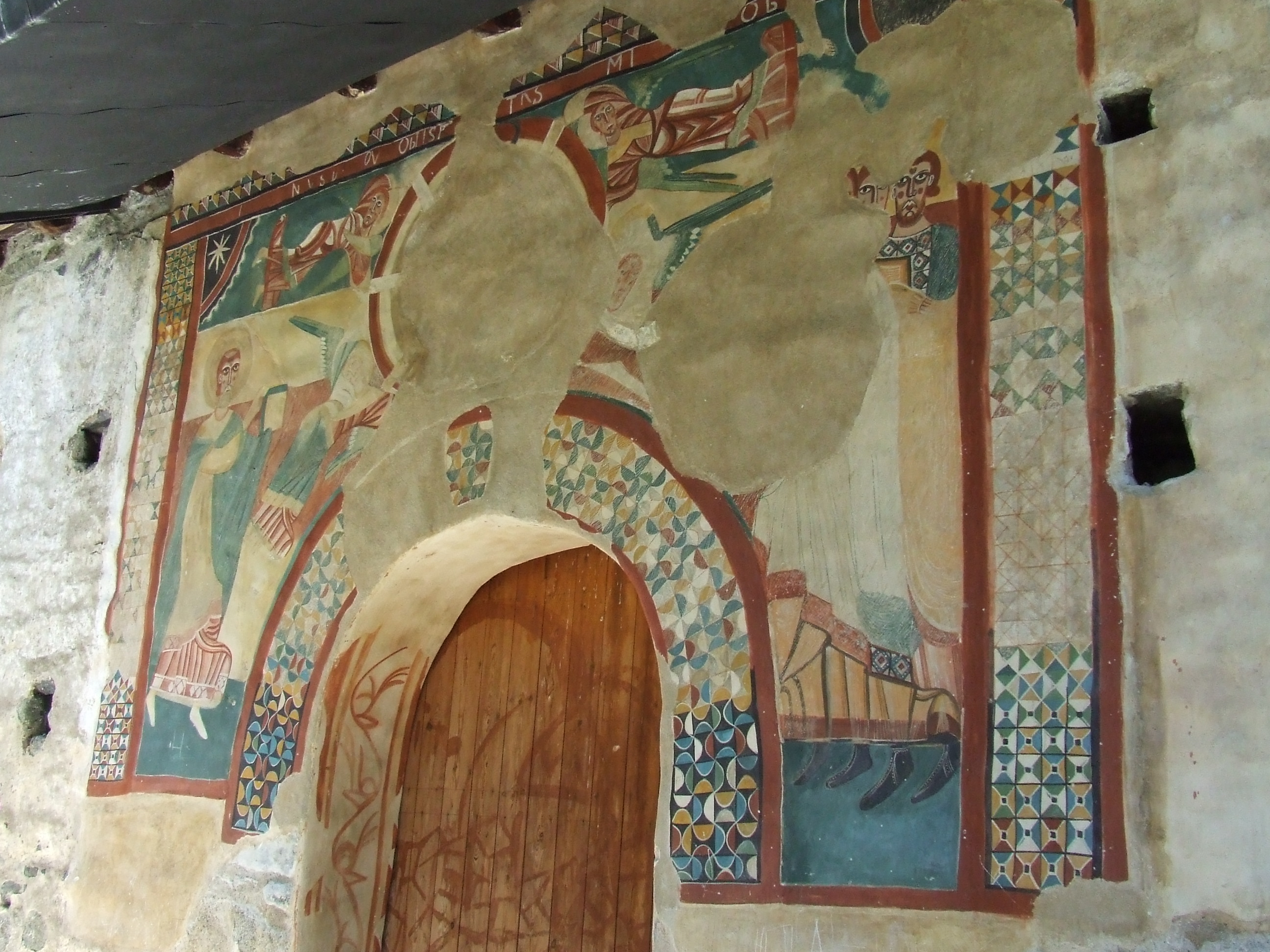
Pintures del porxo

## Història

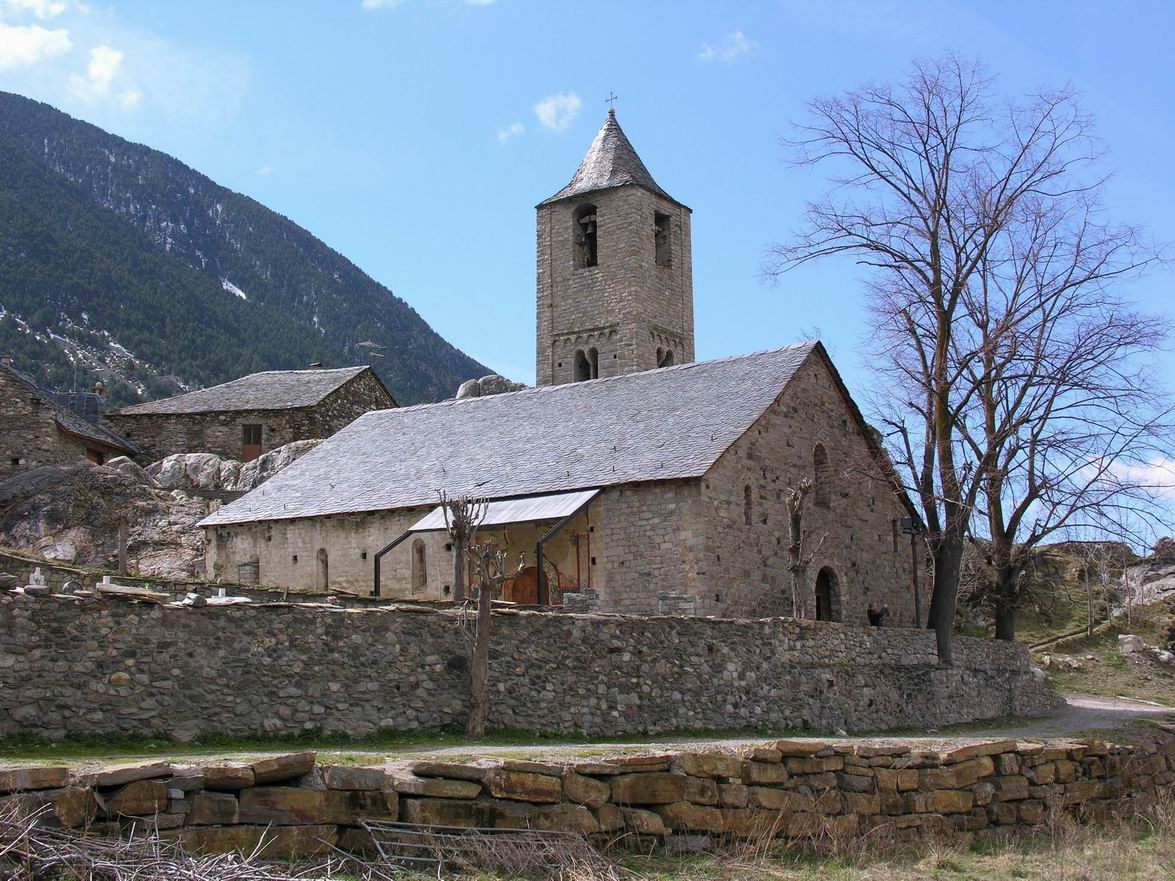
L'església des del nord-oest

La vila de Boí era una petita població emmurallada que havia crescut al costat del que era el castell més important de la vall, malgrat que avui només en restin escassos vestigis. El castell de Boí donà nom a la població i a tota la vall. La vila pertanyia a la jurisdicció del senyor d'Erill, que es distingí en diferents fets d'armes al servei dels comtes de Pallars. Això creà condicions favorables per poder iniciar la renovació i construcció de moltes esglésies del seu territori.
La construcció i les pintures interiors són datades del segle xi. Amb la forma ipsa illa de Bogin, el poble de Boí és esmentat ja l'any 1064, quan, juntament amb la resta d'esglésies i llocs de la vall, fou objecte de la venda i bescanvi l'any 1064 pels comtes de Pallars Sobirà, Artau I i la seva muller Llúcia de la Marca, als comtes de Pallars Jussà, Ramon V i la seva dona Valença de Tost, juntament amb el castell d'Erill i altres possessions.
Hi hagué una destrucció parcial i reconstrucció posterior i segurament inclogui la construcció del campanar durant el segle xii. I finalment la transformació interior fins a convertir-la en una sola nau amb capelles laterals en lloc de les antigues naus col·laterals es produí al segle xiii. En el conveni del 1140 entre el bisbe d'Urgell i el de Roda, Boí i tota la vall d'aquest nom passà a domini del d'Urgell, atesa la seva vinculació amb el Comtat de Pallars Jussà. Es regí tot al llarg de l'edat mitjana i part de la Moderna pel règim especial de la Vall de Boí, que feia que els capellans haguessin de ser fills de la vall, i es regien per un co-rectorat que abraçava totes les parròquies de la vall, amb el centre neuràlgic en el santuari de Caldes de Boí.
El 1962 Sant Joan de Boí fou declarat monument historicoartístic, i als anys setanta, del segle xx, fou objecte d'una restauració integral, que li restituí l'aspecte original. Com les altres esglésies de la vall, el 2000 va ser declarada Patrimoni de la Humanitat per la UNESCO. En aquesta restauració es tornaren a trobar fragments de pintures murals, que complementen les que són al Museu Nacional d'Art de Catalunya, quant als originals (existeix una còpia fidedigna in situ on es van trobar.